# Filotei Pârșoi
Filotei Pârșoi (ca mirean Filip Pârșoi; n. 1805, Săcele, Imperiul Austriac – d. 16 august 1860, Mănăstirea Ciolanu, Principatele Unite ale Moldovei și Țării Românești) a fost un episcop ortodox român, din anul 1850 întâistătător al Episcopiei Buzăului. A fost membru al Divanului ad-hoc din București și al Adunării Elective din 1859, unde a ieșit în evidență ca susținător entuziast al Unirii. Din cauza bolii, s-a retras din activitate în 1859.

## Viața și activitatea
S-a născut în 1805 în comuna Cernatu-Săcele. A trăit de tânăr în mânăstirile Suzana, Cheia, Sinaia, Neamț (unde a fost călugărit), Vatopedu din Muntele Athos și Biserica Sfânta Ecaterina din București.
A fost arhidiacon si iconom la Episcopia Buzăului în timpul episcopului Chesarie (din 1833), care l-a hirotonit arhimandrit. A îndeplinit funcția de locțiitor de episcop la Buzău  din decembrie 1846 până în septembrie 1850. Apoi, la 14 septembrie 1850 a fost numit episcop eparhiot al Buzăului, fiind hirotonisit la 27 octombrie și înscăunat la 5 noiembrie.
Deși era un autodidact, Filotei Pârșoi a sprijinit activitatea culturală, tipărind peste 25 de cărți (de slujbă, de învățătură, de muzică, manuale școlare), cea mai însemnata fiind Biblia in 5 volume (1854-1856), dupa ediția revăzută a Bibliei de la Blaj, cunoscută sub denumirea "Biblia de la Buzău". A îndrumat și sprijinit Seminarul din Buzău și celelalte școli din eparhie. De asemenea, s-a ocupat de activitatea pastorală-omiletică a preoțimii. A acordat ajutoare pentru refacerea unor lăcașuri de închinare din eparhie si a ctitorit el însuși bisericile din Maxenu, Buzău si Scorțaru Nou, Brăila.
Episcopul Filotei Pârșoi a fost membru în Divanul ad-hoc al Țării Românești în Adunarea electivă din 1859, fiind un sprijinitor entuziast al Unirii.
La 19 iunie 1859, fiind bolnav, a fost pus în retragere. A decedat la 16 august 1860, la mănăstirea Ciolanu.